# Kerkouane
Kerkouane er en historisk punisk kystby på halvøen Cape Bon i det nordøstlige Tunesien.
Byen blev antagelig forladt af Fønikerne under den Første puniske krig ca. 250 f.Kr. og aldrig genopbygget. Byen havde da eksisteret i ca. 400 år.
Byen blev delvis ødelagt og der er afdækket ruiner fra det 4. og 3. århundrede f.Kr.
Den historiske by ligger tæt på antikkens Karthago.
Kerkouane er i dag med på Unesco´s Verdensarvsliste.
Andre vigtige puniske byer er Karthago, Hadrumetum nu (Sousse) og Utica (Tunesien).